# Université Ibn Khaldoun
L’Université privée Ibn Khaldoun (arabe : جامعة إبن خلدون الخاصّة) ou UIK, est une université privée tunisienne. Fondée en 2005 par Lotfi Chérif, elle tire son nom d'Ibn Khaldoun, historien, philosophe, diplomate et homme politique arabe du XIVe siècle.

## Localisation
L'école de droit et de gestion est située dans le quartier tunisois de Montplaisir, l'école polytechnique (architecture, architecture d'intérieur, design, gestion, droit et informatique) est quant à elle située à l'Ariana (Chotrana).